# Katrin Brockmann
Katrin Brockmann (* 1972 in Neubrandenburg) ist eine deutsche Schauspielerin.

## Leben
Katrin Brockmann spielte u. a. Theater in Aalen, Essen, Marburg, Rostock, Stuttgart, Heidelberg und Berlin.
Bekanntheit erreichte Katrin Brockmann mit den zwei Serien Die Schule am See (1999) und Verschollen (2004–2005).

## Film und Fernsehen
- 1994: Zappek (Fernsehserie)
- 1998: Mit einem Bein im Grab (Fernsehserie, 1 Folge)
- 1999: Der Fahnder (Fernsehserie, 1 Folge)
- 1999: Die Wache (Fernsehserie, 1 Folge)
- 1999: Zechenblues
- 1999–2000: Die Schule am See (Fernsehserie)
- 2000: Tatort – Die Frau im Zug
- 2000: Weg!
- 2001: Ein Fall für zwei (Fernsehserie, 1 Folge)
- 2002: Für alle Fälle Stefanie (Fernsehserie, 1 Folge)
- 2002: Freiheit oder Badezimmer
- 2004–2005: Verschollen (Fernsehserie, 29 Folgen)
- 2004: Pastewka (Fernsehserie)
- 2004: Goldsucher
- 2005: Der Elefant – Mord verjährt nie (Fernsehserie, Folge Der Duft der Angst)
- 2006–2007: Hinter Gittern – Der Frauenknast (Fernsehserie, 17 Folgen)